# 宝塚市立西谷中学校
宝塚市立西谷中学校（たからづかしりつ にしたにちゅうがっこう）は、兵庫県宝塚市にある公立中学校。

## 沿革
公式HP「沿革」による。本校の前身として青年学校令に基づいて西谷国民学校（西谷小学校の前身）から1944年に分離独立した西谷青年学校が認められる。
- 1947年（昭和22年） - 西谷村立西谷中学校創立。
- 1955年（昭和30年） - 西谷村が宝塚市と合併し、宝塚市立西谷中学校と改称。
- 2025年（令和7年）4月1日 - 小規模特認校に指定。

西谷校区は生徒数の減少が著しく、小規模化への対応として2025年度より特認校に指定されることとなった。

## 校区
- 宝塚市立西谷小学校（同一敷地内）と校区が一致する[3]。小規模特認校指定により、2025年度からは所定の手続きを踏めば市内全域から通学可能となる。

## 通学区域が隣接している学校
- 宝塚市立御殿山中学校
- 宝塚市立中山五月台中学校
- 宝塚市立山手台中学校
- 宝塚市立南ひばりガ丘中学校
- 川西市立明峰中学校
- 川西市立多田中学校
- 川西市立清和台中学校
- 猪名川町立猪名川中学校
- 猪名川町立清陵中学校
- 三田市立上野台中学校
- 三田市立八景中学校
- 神戸市立北神戸中学校
- 西宮市立塩瀬中学校